# 竹東森林公園
竹東森林公園(英語：Zhudong Forest Park)，位於臺灣新竹縣竹東鎮，佔地為12公頃，海拔高度240公尺，為新竹縣竹東鎮唯一目前保存十分完整之森林公園。

## 特色
竹東森林公園位於竹東鎮內西南後山，全山林木參天，並有普照宮、大願寺等寺廟於公園內。沿途皆有登山之步道，步道總長度約為2500公尺，步程約1小時半。可從公園路竹東國中側門口邊對面登山口或沿普照宮後面小路可以到達山稜體能運動活動區。高處可眺望竹東鎮與芎林鄉之全景，為竹東鎮當地民眾爬山及運動必經之地。

## 週邊地標
- 竹東鎮立圖書館
- 竹東高中
- 竹東國中
- 竹東國小
- 竹東圳公園
- 普照宮
- 大願寺

## 周邊車站
新竹客運竹東高中前站

## 圖片庫

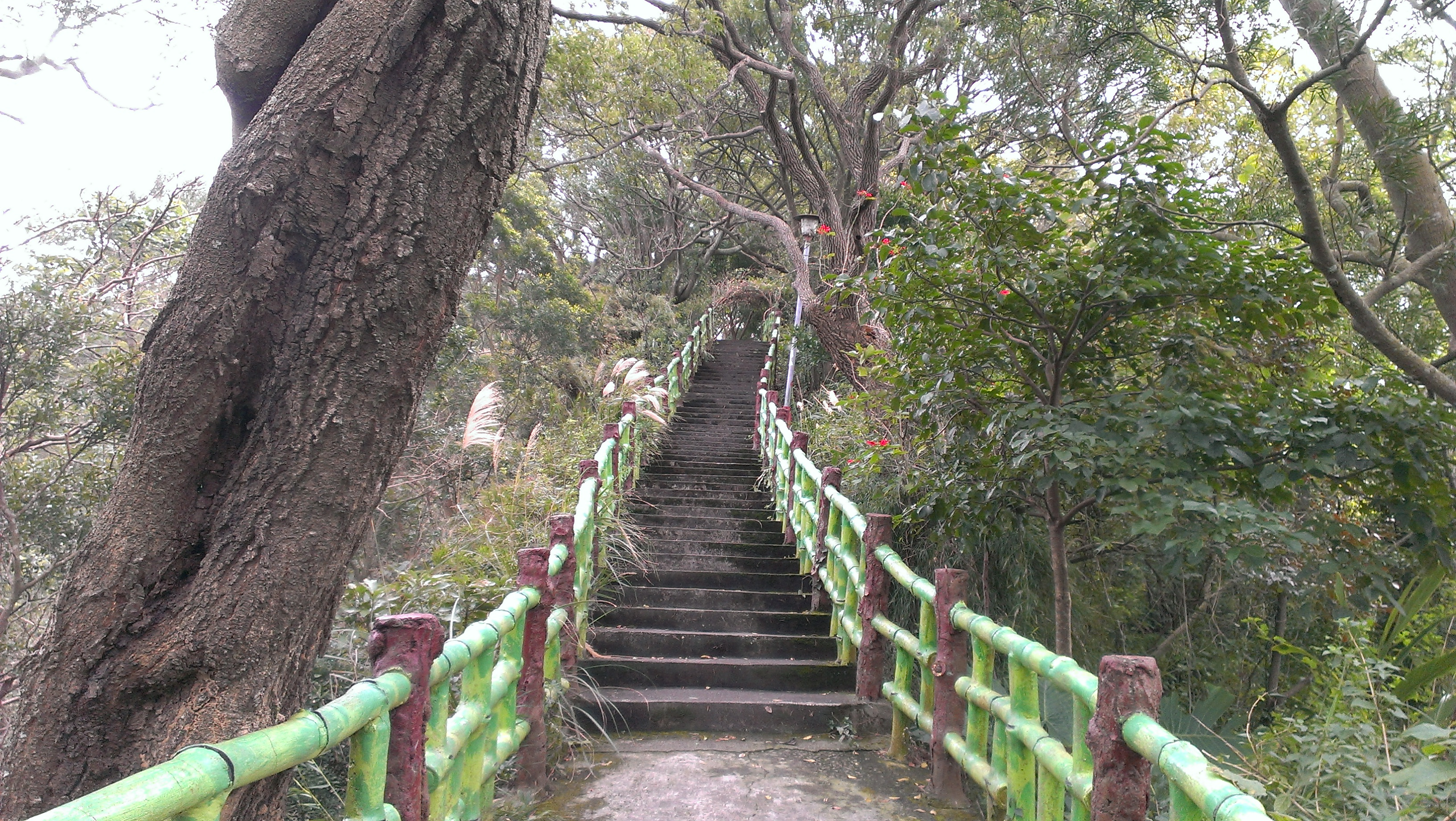
竹東森林公園森林步道
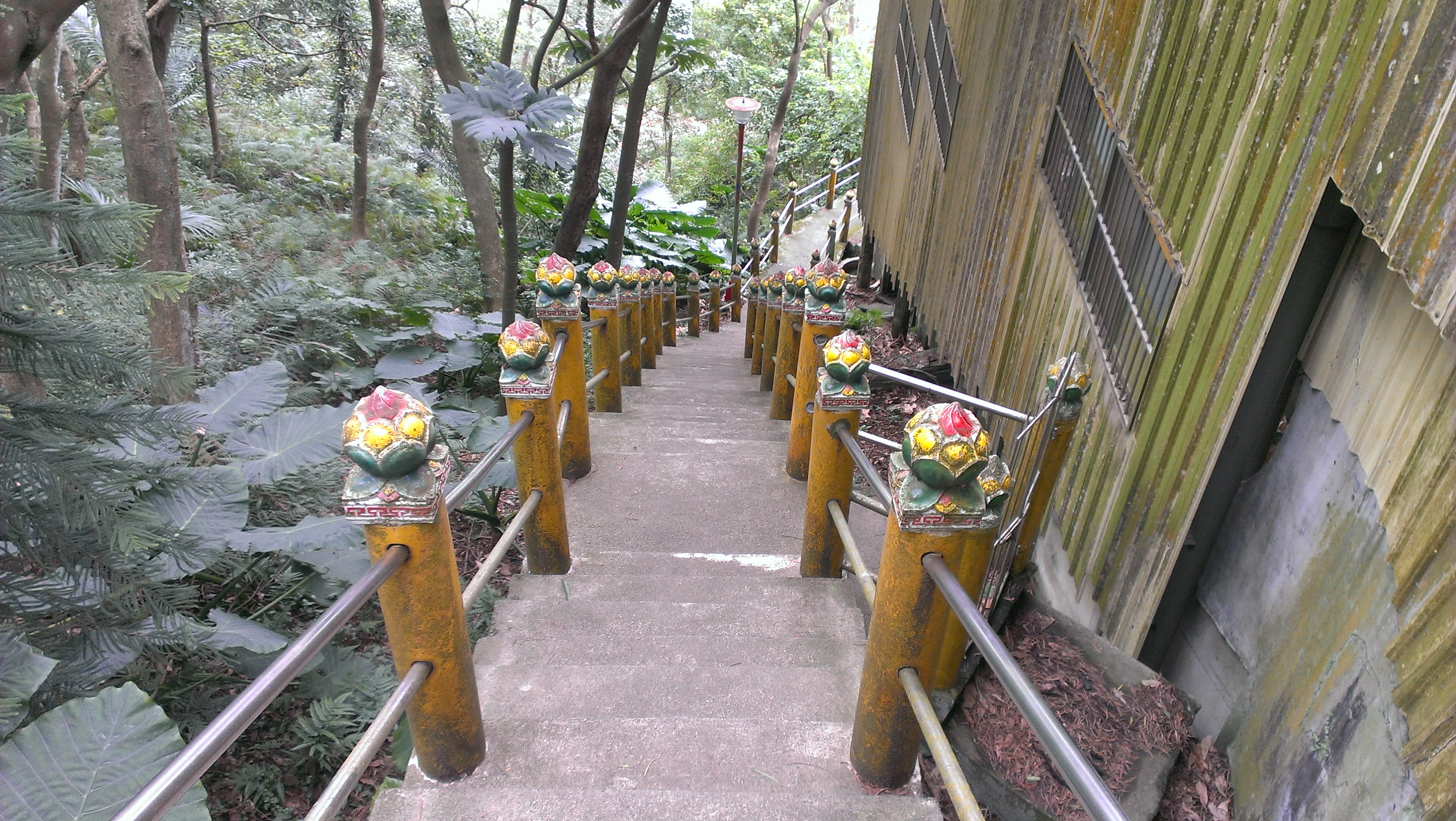
竹東森林公園之普照宮森林步道
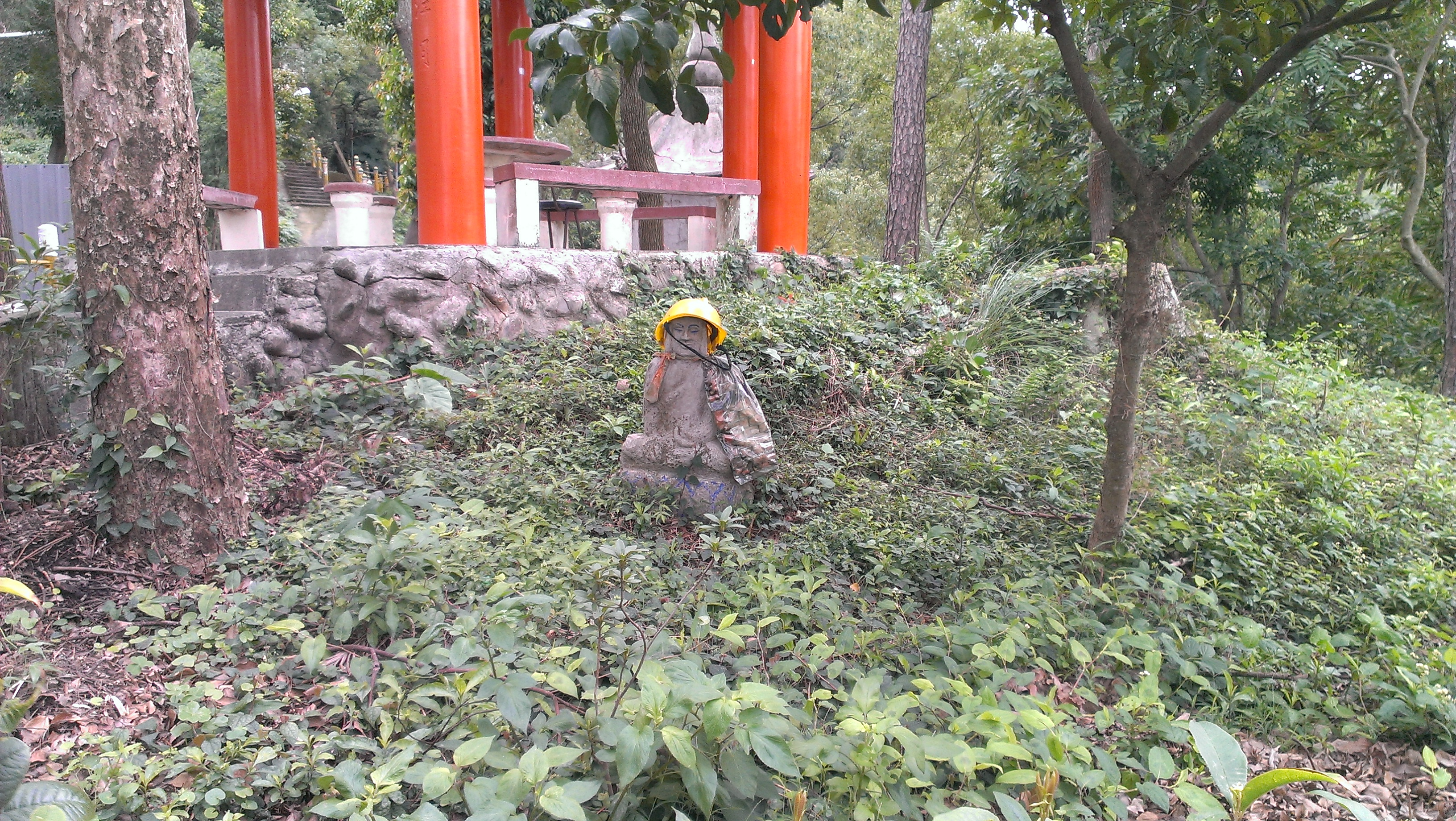
竹東森林公園之森林步道旁佛像
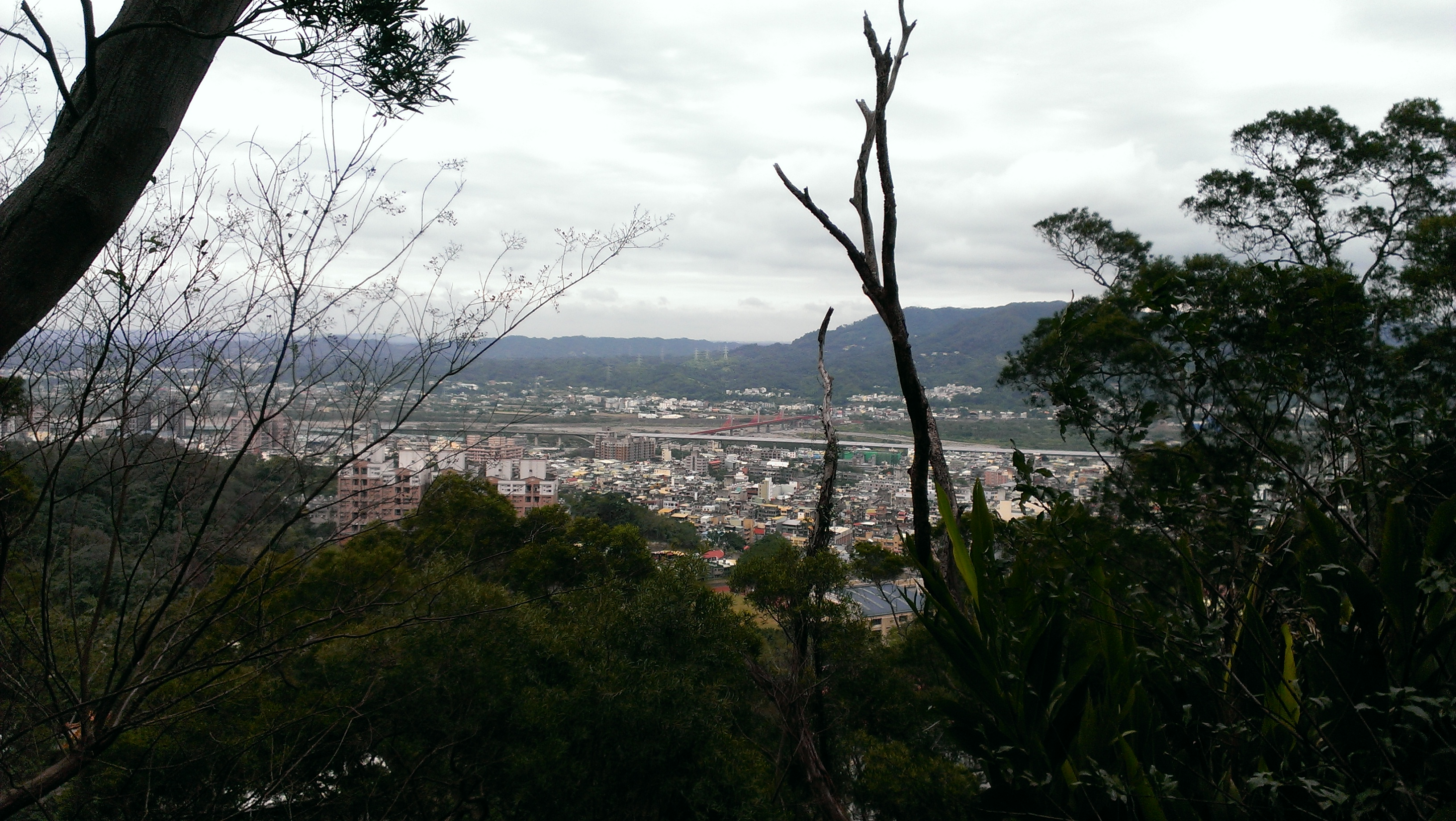
竹東森林公園高處可眺望芎林
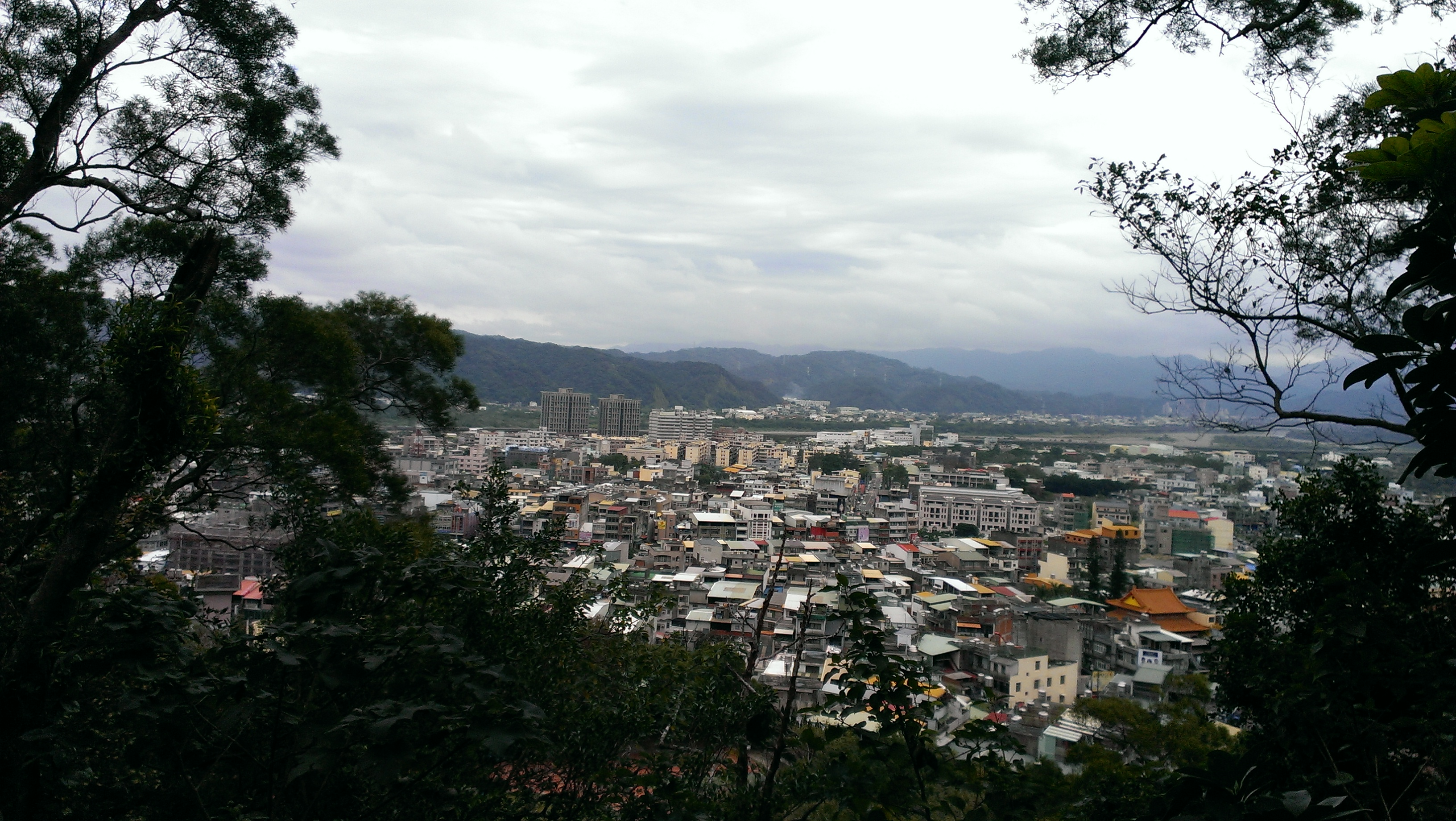
竹東森林公園高處跳望竹東鎮郊